# Zápas na Letních olympijských hrách 1984 – muži, řecko-římský do 68 kg
Zápas řecko-římský ve váhové kategorii do 68 kg probíhal na Letních olympijských hrách 1984 v Anaheimském Convention Center. O medaile se utkalo celkem 14 zápasníků.

## Turnajové výsledky
Zápasníci jsou rozděleni do dvou skupin. Je aplikován systém na dvě porážky.
Legenda
- TF — Lopatkové vítězství
- ST — Vítězství na technickou převahu, 12 bodů rozdíl
- PP — Vítězství na body, 1-7 bodů rozdíl, poražený s body
- PO — Vítězství na body, 1-7 bodů rozdíl, poražený bez bodů
- SP — Vítězství na body, 8-11 bodů rozdíl, poražený s body
- SO — Vítězství na body, 8-11 bodů rozdíl, poražený bez bodů
- P0 — Vítězství pro pasivitu, protivník bez bodů
- P1 — Vítězství pro pasivitu, vedoucí 1-7 bodů
- PS — Vítězství pro pasivitu, vedoucí 8-11 bodů
- DC — Vítězství z rozhodnutí, skóre 0-0
- PA — Vítězství pro soupeřovo zranění
- DQ — Vítězství pro soupeřovu diskvalifikaci
- DNA — Nenastoupil
- L — Porážky
- ER — Kolo vyřazení
- CP — Klasifikační body
- TP — Technické body

### Skupiny

#### Skupina A
| L      |                         | CP       | TP     |                         | L      |        |
| Kolo 1 | Kolo 1                  | Kolo 1   | Kolo 1 | Kolo 1                  | Kolo 1 | Kolo 1 |
| ------ | ----------------------- | -------- | ------ | ----------------------- | ------ | ------ |
| 1      | Seiji Nemoto (JPN)      | 1-3 PP   | 5-6    | Deitmar Streitler (AUT) | 0      |        |
| 0      | Sümer Koçak (TUR)       | 3-1 PP   | 12-9   | Lee Yeun-Ik (KOR)       | 1      |        |
| 0      | Ştefan Negrişan (ROU)   | 3-1 PP   | 7-3    | Said Souaken (MAR)      | 1      |        |
| 0      | Vlado Lisjak (YUG)      |          |        | Bye                     |        |        |
| Kolo 2 |                         |          |        |                         |        |        |
| 0      | Vlado Lisjak (YUG)      | 3-0 PO   | 7-0    | Seiji Nemoto (JPN)      | 2      |        |
| 0      | Deitmar Streitler (AUT) | 3-0 P1   | 5:28   | Sümer Koçak (TUR)       | 1      |        |
| 2      | Lee Yeun-Ik (KOR)       | 0-3 PO   | 0-5    | Ştefan Negrişan (ROU)   | 0      |        |
| 1      | Said Souaken (MAR)      |          |        | Bye                     |        |        |
| Kolo 3 |                         |          |        |                         |        |        |
| 2      | Said Souaken (MAR)      | 1-3 PP   | 5-7    | Deitmar Streitler (AUT) | 0      |        |
| 0      | Vlado Lisjak (YUG)      | 3-1 PP   | 11-4   | Sümer Koçak (TUR)       | 2      |        |
| 0      | Ştefan Negrişan (ROU)   |          |        | Bye                     |        |        |
| Final  |                         |          |        |                         |        |        |
|        | Ştefan Negrişan (ROU)   | 1-3 DC   | 0-0    | Vlado Lisjak (YUG)      |        |        |
|        | Deitmar Streitler (AUT) | 0-3.5 PS | 5:33   | Ştefan Negrişan (ROU)   |        |        |
|        | Vlado Lisjak (YUG)      | 3-1 PP   | 8-6    | Deitmar Streitler (AUT) |        |        |

| Zápasník                | L | ER | CP | Final |
| ----------------------- | - | -- | -- | ----- |
| Vlado Lisjak (YUG)      | 0 | -  | 6  | 6     |
| Ştefan Negrişan (ROU)   | 0 | -  | 6  | 4.5   |
| Deitmar Streitler (AUT) | 0 | -  | 9  | 1     |
| Sümer Koçak (TUR)       | 2 | 3  | 4  |       |
| Said Souaken (MAR)      | 2 | 3  | 2  |       |
| Lee Yeun-Ik (KOR)       | 2 | 2  | 1  |       |
| Seiji Nemoto (JPN)      | 2 | 2  | 1  |       |

#### Skupina B
| L      |                             | CP     | TP     |                             | L      |        |
| Kolo 1 | Kolo 1                      | Kolo 1 | Kolo 1 | Kolo 1                      | Kolo 1 | Kolo 1 |
| ------ | --------------------------- | ------ | ------ | --------------------------- | ------ | ------ |
| 0      | Mohamed Al-Nakdali (SYR)    | 4-0 ST | 12-0   | Boris Goldstein (ARG)       | 1      |        |
| 0      | Tapio Sipilä (FIN)          | 3-0 PO | 5-0    | Gerry Svensson (SWE)        | 1      |        |
| 0      | James Martinez (USA)        | 4-0 TF | 2:44   | Antonios Papadopoulos (GRE) | 1      |        |
| 0      | Shaban Ibrahim (EGY)        |        |        | Bye                         |        |        |
| Kolo 2 |                             |        |        |                             |        |        |
| 1      | Shaban Ibrahim (EGY)        | 0-4 TF | 0:48   | Mohamed Al-Nakdali (SYR)    | 0      |        |
| 2      | Boris Goldstein (ARG)       | 0-4 ST | 3-15   | Tapio Sipilä (FIN)          | 0      |        |
| 2      | Gerry Svensson (SWE)        | 0-4 TF | 5:59   | James Martinez (USA)        | 0      |        |
| 1      | Antonios Papadopoulos (GRE) |        |        | Bye                         |        |        |
| Kolo 3 |                             |        |        |                             |        |        |
| 2      | Antonios Papadopoulos (GRE) | 1-3 PP | 3-5    | Shaban Ibrahim (EGY)        | 1      |        |
| 1      | Mohamed Al-Nakdali (SYR)    | 0-4 ST | 0-12   | Tapio Sipilä (FIN)          | 0      |        |
| 0      | James Martinez (USA)        |        |        | Bye                         |        |        |
| Kolo 4 |                             |        |        |                             |        |        |
| 0      | James Martinez (USA)        | 3-1 PP | 9-7    | Mohamed Al-Nakdali (SYR)    | 2      |        |
| 2      | Shaban Ibrahim (EGY)        | 0-3 P1 | 1:19   | Tapio Sipilä (FIN)          | 0      |        |
| Final  |                             |        |        |                             |        |        |
|        | James Martinez (USA)        | 1-3 PP | 2-5    | Tapio Sipilä (FIN)          |        |        |

| Zápasník                    | L | ER | CP | Final |
| --------------------------- | - | -- | -- | ----- |
| Tapio Sipilä (FIN)          | 0 | -  | 14 | 3     |
| James Martinez (USA)        | 1 | -  | 11 | 1     |
| Mohamed Al-Nakdali (SYR)    | 2 | 4  | 9  |       |
| Shaban Ibrahim (EGY)        | 2 | 4  | 3  |       |
| Antonios Papadopoulos (GRE) | 2 | 3  | 1  |       |
| Gerry Svensson (SWE)        | 2 | 2  | 0  |       |
| Boris Goldstein (ARG)       | 2 | 2  | 0  |       |

### Finále
|                         | CP               | TP               |                          |                  |
| Zápas o 5. místo        | Zápas o 5. místo | Zápas o 5. místo | Zápas o 5. místo         | Zápas o 5. místo |
| ----------------------- | ---------------- | ---------------- | ------------------------ | ---------------- |
| Deitmar Streitler (AUT) | 3-1 PP           | 8-4              | Mohamed Al-Nakdali (SYR) |                  |
| Zápas o 3. místo        |                  |                  |                          |                  |
| Ştefan Negrişan (ROU)   | 0-4 TF           | 0:25             | James Martinez (USA)     |                  |
| Finálový zápas          |                  |                  |                          |                  |
| Vlado Lisjak (YUG)      | 4-0 TF           | 0:57             | Tapio Sipilä (FIN)       |                  |

## Finálové pořadí
1. Vlado Lisjak (YUG)
2. Tapio Sipilä (FIN)
3. James Martinez (USA)
4. Ştefan Negrişan (ROU)
5. Deitmar Streitler (AUT)
6. Mohamed Al-Nakdali (SYR)
7. Shaban Ibrahim (EGY)
8. Sümer Koçak (TUR)